# Godfrey Hounsfield
Sir Godfrey Newbold Hounsfield CBE, FRS, (Newark-on-Trent, Nottinghamshire, 1919 - Londres, 2004) fou un enginyer anglès guardonat amb el Premi Nobel de Medicina o Fisiologia l'any 1979.

## Biografia
Va néixer el 28 d'agost de 1919 a la ciutat de Newark-on-Trent, població situada al comtat de Nottinghamshire. Interessat des de ben petit pels aparells electrònics durant la Segona Guerra Mundial va participar en la Royal Air Force (RAF) en el projecte de millora del radar, arribant a ser nomenat professor de l'Escola de Radar de la RAF. Posteriorment va estudiar enginyeria electrònica al Faraday House Electrical Engineering College.
Membre de la Royal Society des de 1975, l'any 1976 fou nomenat Comandant de l'Imperi Britànic per part de la reina Elisabet II del Regne Unit i el 1981 fou nomenat Cavaller.

## Recerca científica
L'any 1951 va entrar a treballar a la companyia EMI Limited, on va estudiar nous sistemes de radar i on va realitzar investigacions sobre els ordinadors electrònics. L'any 1958 fou l'encarregat de dissenyar el primer ordinador d'estat sòlid britànic.
A partir de 1969 va treballar en l'elaboració d'un escànner amb el qual es pogués explorar la totalitat de l'organisme humà, amb una sensibilitat cent vegades més grans que la dels raigs X. Basat en la idea d'Allan McLeod Cormack va aconseguir desenvolupar el primer escànner de tomografia axial l'any 1972, utilitzat en el diagnòstic de tumors tridimensionals.
L'any 1979 li fou concedit el Premi Nobel de Medicina o Fisiologia pel descobriment i desenvolupament de la Tomografia axial computada, premi que compartí amb Allan McLeod Cormack.